# Dipartimento di Iriba
Il dipartimento di Iriba è un dipartimento del Ciad facente parte della provincia di Wadi Fira. Ha come capoluogo la città di Iriba.

## Comuni
Il dipartimento comprende i seguenti comuni:
- Iriba
- Ourba
- Tiné-Djagaraba
- Dougouba
- Maïba
- Erre